# Gila purpurea
Gila purpurea là một loài cá vây tia trong họ Cyprinidae. Chúng được tìm thấy ở Bắc México và Hoa Kỳ.